# ويستيرن جيكو

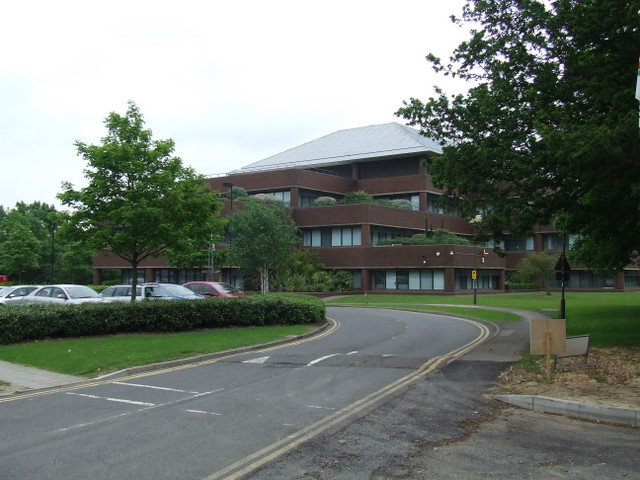
شلمبرجير هاوس، المكتب الرئيسي لشركة WesternGeco في مطار جاتويك بلندن

ويستيرن جيكو هي شركة خدمات جيوفيزيائية. يقع المقر الرئيسي لها في شركة شلمبرجير هاوس في مبنى مطار جاتويك بلندن في كراولي، غرب ساسكس، في جريتر لندن.

## الخروج من الاستحواذ الزلزالي
في يناير 2018، أعلن الرئيس التنفيذي السابق لشركة شلمبرجير بال كيبسغارد أن شركة شلمبرجير ستخرج من أعمال الخدمات الزلزالية، سواء على البر أو في البحر، مع احتفاظها بقطاعي معالجة البيانات وتفسيرها المتعددين. جاء هذا القرار في أعقاب إفلاس العديد من المنافسين في قطاع الخدمات الزلزالية.

## مدير المكتب رئيس المكتب
لدى ويستيرن جيكو مكتبها الرئيسي ومكاتبها الأوروبية / الأفريقية في شلمبرجير هاوس، على 124,000 قدم مربع (11,500 م2) بناء على أرض مطار جاتويك في كراولي، إنجلترا، في لندن الكبرى.

## معرض الصور

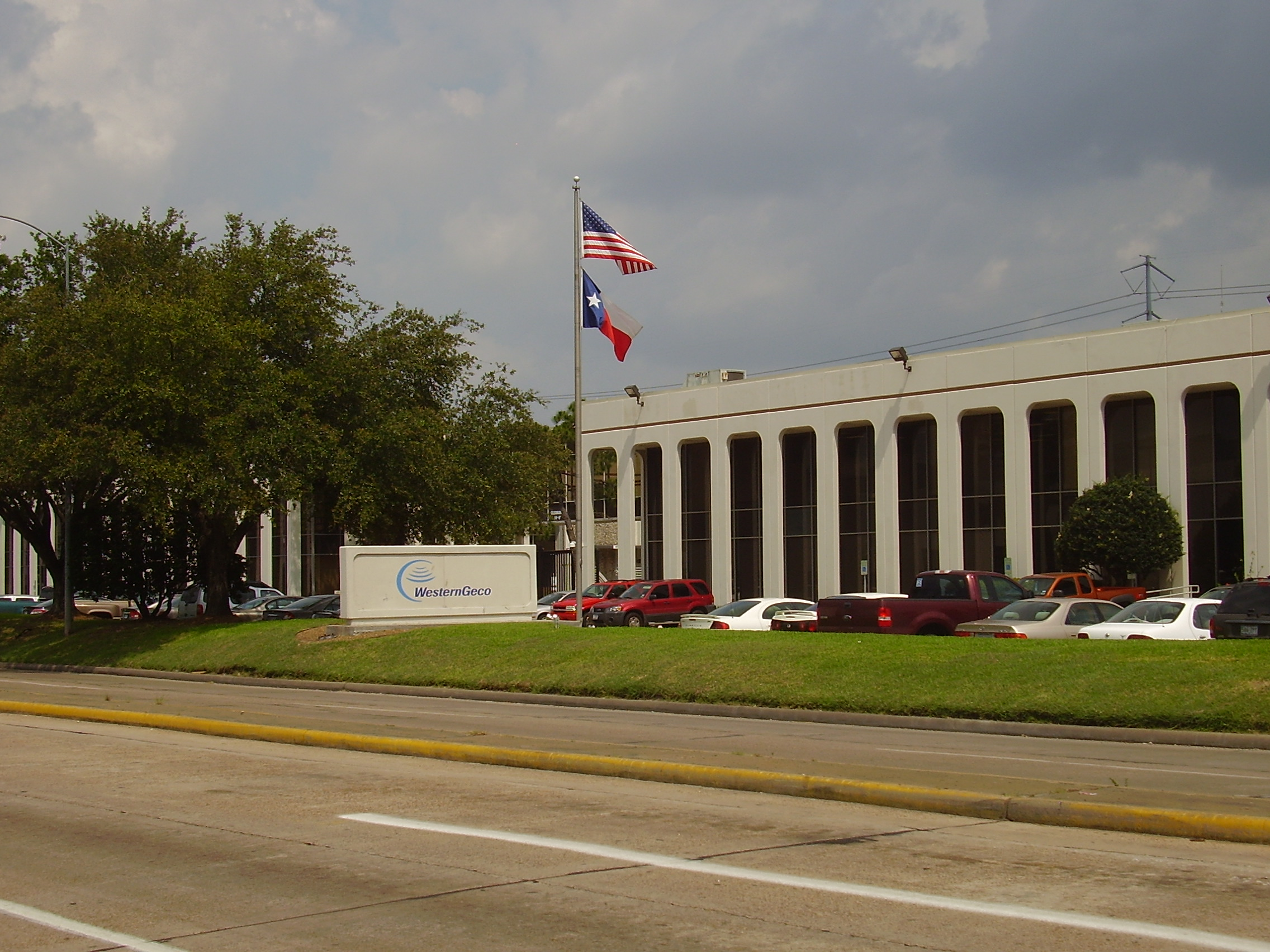
مكاتب WesternGeco في Westchase، هيوستن، تكساس، الولايات المتحدة

## روابط خارجية
- موقع WesternGeco